# Европейский совет по международным отношениям
Европейский совет по международным отношениям (англ. European Council on Foreign Relations, ECFR) — европейская фабрика мысли, проводящая анализы по темам внешней политики и безопасности.
Организация ставит перед собой цель укрепления общей и согласованной политики европейских государств и стран в этих сферах. Её основателями стали в 2007 году пятьдесят представителей политических элит европейских государств и стран, стремящихся к усилению роли Европы в мировой политике. Является первой паневропейской фабрикой мысли и содержит конторы (офисы) в семи столицах европейских государств — Берлине, Лондоне, Мадриде, Париже, Риме, Софии и Варшаве.

## Известные члены
- Джулиано Амато — бывший председатель совета министров Италии
- Марти Ахитсаари — бывший президент Финляндии
- Марек Белька — бывший премьер-министр Польши
- Тимоти Гартон-Эш — британский историк
- Бронислав Геремек — польский политик и историк
- Жан-Люк Дехане — бывший премьер-министр Бельгии
- Брайан Ино — британский музыкант
- Рем Колхас — голландский архитектор
- Иван Крыстев — болгарский политолог
- Март Лаар — бывший премьер-министр Эстонии
- Джем Оздемир — немецкий государственный и политический деятель
- Джордж Сорос — американский финансист и инвестор
- Доминик, Стросс-Кан — французский политик, бывший директор-распорядитель Международного валютного фонда
- Хелле Торнинг-Шмитт — премьер-министр Дании
- Йошка Фишер — бывший министр иностранных дел Германии
- Элиф Шафак — турецкая писательница
- Сармите Элерте — латвийский политик и журналист